# Margarita Paneque Sosa
Margarita Paneque Sosa (Sevilla, 7 de julio de 1960) es una investigadora española, doctora en química inorgánica. Es Profesora de Investigación del Instituto de Investigaciones Químicas (IIQ) de Sevilla desde 1995, del que fue también directora entre los años 2004 y 2009. Desde 2018 ostenta el puesto de Delegada Institucional del Consejo Superior de Investigaciones Científicas (CSIC) en Andalucía y directora del Museo Casa de la Ciencia de Sevilla, perteneciente al CSIC. Además de en química inorgánica, Paneque es especialista en química organometálica, divulgadora científica y promotora de la incorporación de las mujeres a las carreras STEM.

## Trayectoria
Paneque ha formado su carrera científica en los Centros Mixtos del CSIC y la Universidad de Sevilla (US): entre 1987 y 1995 en el Instituto de Ciencias Materiales de Sevilla, y desde 1996 en el Centro de Investigaciones Químicas. Comenzó su carrera licenciándose  y  doctorándose  en  Química en la US con la tesis Nuevos compuestos organometálicos de níquel  y, después de una estancia posdoctoral en la Universidad de Sheffield en Inglaterra, se incorporó al CSIC. Ha mantenido colaboraciones con distintos Centros de Investigación y Universidades en Toulouse, Viena, Florencia, Burdeos, Pachuca de Soto o Rutgers, donde ha realizado estancias como investigadora visitante. Ha impartido numerosas conferencias en universidades y diferentes congresos y reuniones científicas nacionales e internacionales.
A lo largo de su carrera científica, se ha dedicado al estudio de procesos fundamentales en Química organometálica, que se sitúan en la frontera del conocimiento y ayudan a esclarecer los modos de reacción de estos compuestos y a diseñar  algunas de sus aplicaciones. Ha publicado más de 100 trabajos de investigación y dirigido trece tesis doctorales. Entre sus logros más relevantes se pueden destacar sus contribuciones en el campo de la síntesis de metalabencenos, concretamente de iridio, que han representado varios hitos en este campo de investigación y se recogen en un capítulo del libro Metallabenzenes: An Expert View del profesor L. James Wright de la Universidad de Auckland.
Además ha realizado trabajos sobre la formación de rodio estable quedando los resultados recogidos en el artículo Reaction of [TpRh(C2H4)2] with Dimethyl Acetylenedicarboxylate: Identification of Intermediates of the [2+2+2] Alkyne and Alkyne–Ethylene Cyclo(co)trimerizations.
Desde el 18 de abril de 2018 ostenta el puesto de Delegada Institucional del Consejo Superior de Investigaciones Científicas (CSIC) en Andalucía, sucediendo al biólogo Miguel Ferrer, que ejerció hasta el año 2012.  Ese mismo día se la nombró directora del Museo Casa de la Ciencia de Sevilla, perteneciente al CSIC. Además de en química inorgánica, Paneque es especialista en química organometálica.
Paneque es divulgadora científica y activista para la vocación de las niñas y la incorporación de las mujeres al ámbito de las ciencias.

## Reconocimientos
En 2009, Paneque recibió el Premio de Investigación Bruker-Química Inorgánica, concedido por la Real Sociedad Española de Química por sus avances en el ámbito de la química organometálica.